# Tarnowskie Echo
Tarnowskie Echo Magazyn Informacyjny – tygodnik czarno-biały o objętości 16 kolumn (wydania świąteczne po 32 kolumny), wydawany w latach 1991–1996 przez Wydawnictwo „TEMI” Sp. z o.o. w Tarnowie (Index 37881X ISSN 0876-5252). Ukazało się 312 numerów Tarnowskiego Echa. Od nr 3 z 25 kwietnia 1991 r. z nadtytułem „Tygodnik niezależny”. Siedziba redakcji w Tarnowie znajdowała się od kwietnia do 31 lipca 1991 r. przy ul. Krakowskiej 1, a od 1 sierpnia 1991 r. przy ul.Targowej 11.
Zespół redakcyjny:
- redaktor naczelny: Janusz Bogacz,
- sekretarze redakcji: Krzysztof Nowak, Jacek Chorabik,
- dziennikarze etatowi: Tomasz Biel, Andrzej Janiec, Józef Komarewicz, Przemysław Konieczny, Tadeusz Seweryn,
- fotoreporterzy: Jan Pękala, Dariusz Czechowski,
- redaktor techniczny: Władysław Osiniak.

Z Tarnowskim Echem współpracowali: Monek Abend (Izrael), Adam Bartosz, Jola Czaderska Hayek (Stany Zjednoczone), Roman Kieroński, prof. dr hab. Paulin Moszczyński, Ryszard Smożewski, dr Stanisław Wałęga, Antoni Sypek, dr Czesław Sterkowicz.
Treść Echa:
- Stałe rubryki: „Region”, „Echo tygodnia”, „wy & my”, „Kronika Towarzyska”, „Echo sport”, „Vademecum domowe”, „Echo poufne”, „Echo komputer”, „Auto Giełda”, „Video klub”, „Co się dzieje?”, „List do Anny”, „Wiadomości kulturalne”, „Echo sport”,
- Stałe felietony: „Z tej strony” pisany przez J.Bogacza, „Prosto z sądu” T. Seweryna, „Pod paragrafem” J.Komarewicza, „w Galicji i gdzie indziej” Ryszarda Smożewskiego.